# Bridgesia incisifolia
Genre
Espèce
Classification APG III (2009)
Bridgesia est un genre de plantes de la famille des Sapindaceae.
La seule espèce du genre est Bridgesia incisifolia, un arbuste originaire du Chili.

### GenreBridgesia
- (en) Flora of Chile : Bridgesia
- (en) NCBI : Bridgesia (taxons inclus)

### EspèceBridgesia incisifolia
- (en) NCBI : Bridgesia incisifolia (taxons inclus)
- (en) GRIN : espèce Bridgesia incisifolia  Bertero ex Cambess.